# Straža (Loznica)
Straža (Loznica) (em cirílico: Стража) é uma vila da Sérvia localizada no município de Loznica, pertencente ao distrito de Mačva, na região de Podrinje Jadar. A sua população era de 892 habitantes segundo o censo de 2011.

## Demografia
| 1948 | 1953 | 1961 | 1971 | 1981 | 1991 | 2002  | 2011 |
| ---- | ---- | ---- | ---- | ---- | ---- | ----- | ---- |
| 771  | 862  | 994  | 979  | 963  | 984  | 1 018 | 892  |